# Chudoba (Byczyna)
Pour les articles homonymes, voir Chudoba.
Chudoba est une localité polonaise de la gmina de Byczyna, située dans le powiat de Kluczbork en voïvodie d'Opole.